# Atriplex intracontinentalis
Atriplex intracontinentalis — вид квіткових рослин родини щирицевих (Amaranthaceae).

## Поширення
Росте у Євразії від Німеччини до пд.-зх. Сибіру й Казахстану.

## Галерея

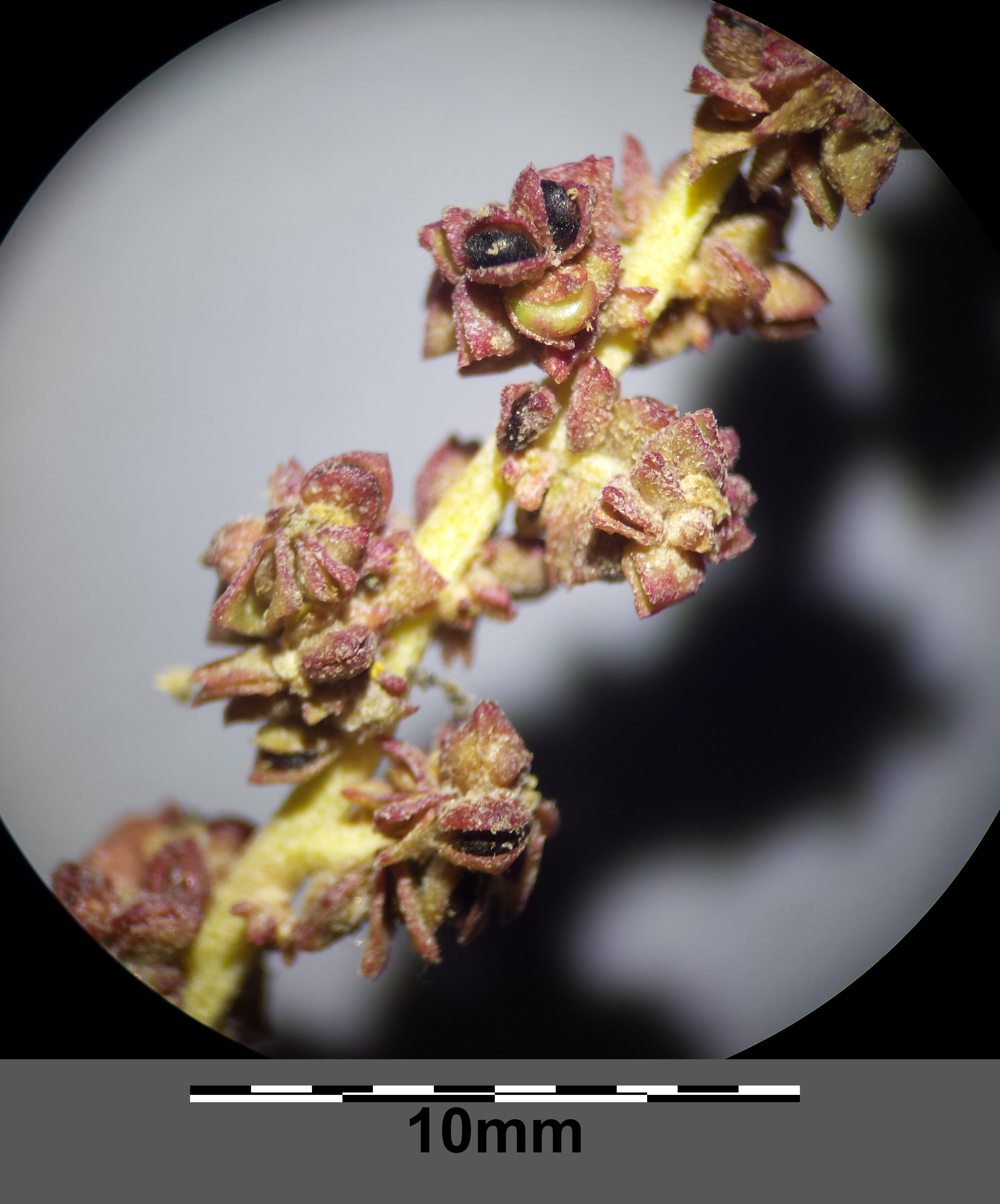
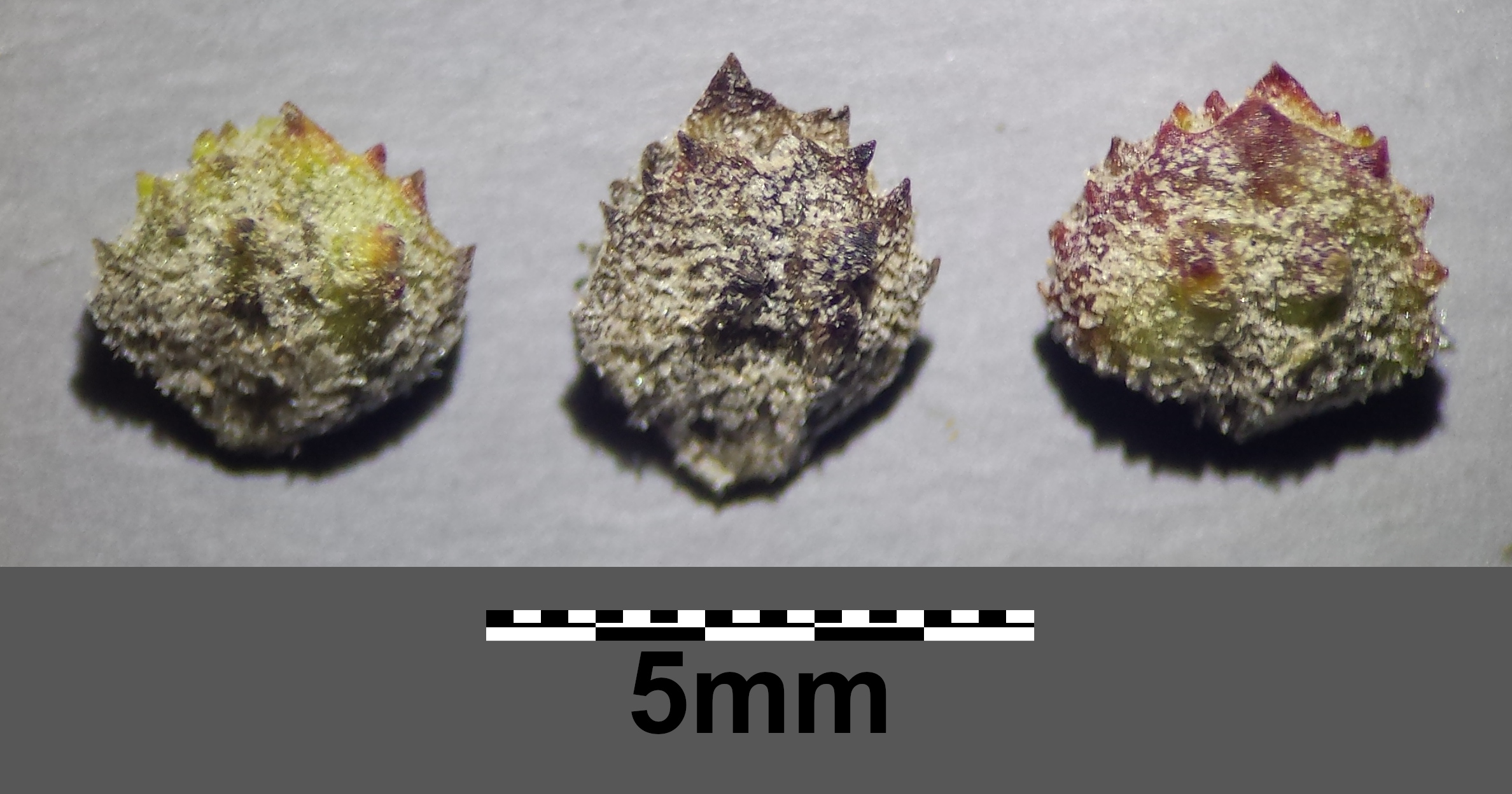
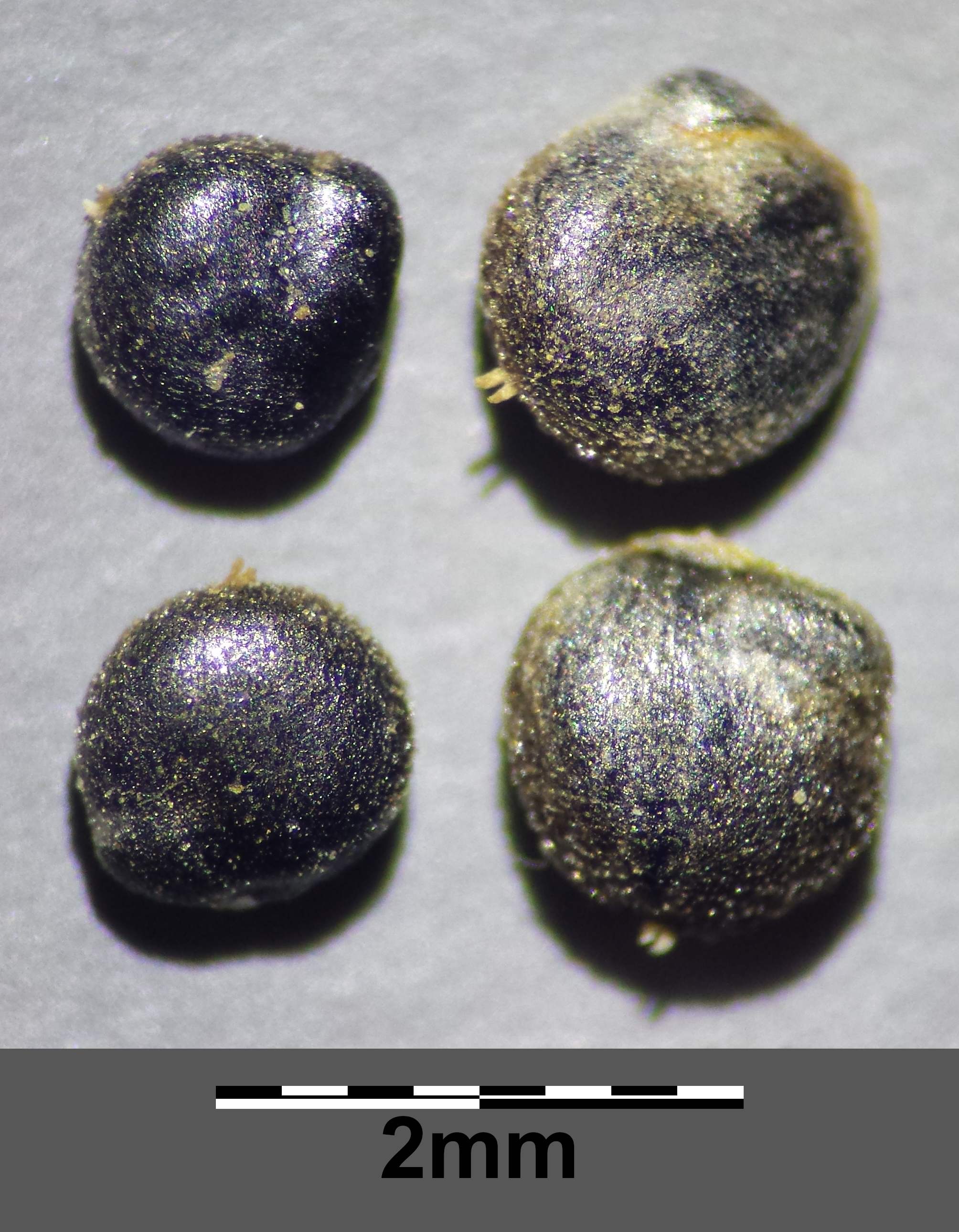